# Эстония на «Евровидении»
Эстония впервые приняла участие в международном конкурсе песни «Евровидение» в 1993 году с песней Яники «Muretut meelt ja südametuld». В 1995 году страна единственный раз не принимала участие. Эстония победила в конкурсе один раз в 2001 году, когда страну представляли Танель Падар и Дэйв Бентон с песней «Everybody».

## Евровидение-1993
Первый отбор на Евровидение (Eurolaul 1993) проходил 19 февраля и участвовала всего одна конкурсантка — Яника Силламаа. Ею было представлено 8 песен от разных композиторов. Ведущим отбора был — Март Сандер. По оценке телезрителей лучшей песней была «Lootus», однако победила песня «Muretut meelt ja südametuld», которая была пятой в программе отбора. «Muretut meelt ja südametuld» — песня эстонского композитора Андреса Валконена с текстом Леэло Тунгал.
Эстония дебютировала на конкурсе в 1993 году с песней «Muretut meelt ja südametuld», которая была исполнена Яникой Силламаа. Страна не вошла в финал конкурса.

## Евровидение-1994
Второй отбор на Евровидение (Eurolaul 1994) проходил 26 февраля в Горхолле. Всего было 10 участников. Ведущими отбора были Реет Оя и Гвидо Кангур. По оценке телезрителей лучшей песне была «Kallim kullast», которую представляли Хедвиг Хансон и Пеару Паулус. По оценке жюри, лучшей песней была «Nagu merelaine», набравшая 158 баллов и занявшая первое место на отборе. «Nagu merelaine» — песня эстонского композитора Ивара Муста с текстом Леэло Тунгал.
В 1994 году на конкурсе в Дублине, Эстонию представляла Сильви Врайт с песней «Nagu Merelaine», которая заняла 24-е место в финальной таблице.

## Евровидение-1995
В 1995 году Эстония отказалась от участия в конкурсе.

## Евровидение-1996
Третий отбор на Евровидение (Euolaul 1996) проходил 27 января в столичном клубе «Декольте». Всего было 13 участников. Ведущими были Марко Рейкоп и Кармель Килланди. Баллы в этот раз выдавало международное жюри, состоящее из девяти человек. Судьи были из Бельгии, Ирландии, Норвегии, Словении, Финлядии, Великобритании, Дании, Турции и России. По оценке жюри, победила песня «Kaelakee hääl» с 68 баллами и первым местом на отборе. «Kaelakee hääl» — песня Прийата Паюсаара с текстом Каари Силламаа.
В 1996 году Эстонию представляли Маарья-Лийс Илус и Иво Линна с песней «Kaelakee hääl», страна получила 106 баллов и заняла 5-е место.

## Евровидение-1997
Четвёртый отбор на Евровидение (Eurolaul 1997) проходил 15 февраля в Горхолле. Всего было 8 участников. Ведущими отбора были Марко Рейкоп и Ану Вялба. Баллы, как и в прошлом году выдавало международное жюри, состоящее из восьми человек. Судья были из Испании, Великобритании, Италии, Норвегии, Швеции, Германии, Словении и Венгрии. По оценке жюри, победила «Keelatud maa», набравшая 72 балла и получившая первое место на отборе. «Keelatud maa» — песня музыканта Хармо Калласте с текстом Каари Силламаа.
14 февраля выбирали лучшую песню по мнению зрителей, ею стала «Aeg», впоследствии набравшая 31 балл от международного жюри и занявшая седьмое место из восьми на отборе.
В 1997 году Эстонию представляла Маарья-Лийс Илус с песней «Keelatud maa», страна получила 82 балла и заняла 8-е место.

## Евровидение-1998
Пятый отбор на Евровидение (Eurolaul 1998) проходил 24 января в студии ETV. Всего было 10 участников. Веущими отбора были Марко Рейкоп и Ану Вялба. Оценивало участников международное жюри, состоящее из одиннадцати человек. Судья были из Испании, Ирландии, Венгрии, Норвегии, Германии, Швеции, Великобритании, Финляндии, Бельгии, Швейцарии и Турции. Победителем отбора стал Койт Тооме с песней «Mere lapsed», набравшей на отборе 97 баллов. «Mere lapsed» — песня Марии Рахулы и Томи Рахула с текстом Петэра Рахула.
В 1998 году Эстонию представлял Койт Тооме с песней «Mere lapsed», страна получила 36 баллов и заняла 12-е место.

## Евровидение-1999
Шестой отбор на Евровидение (Eurolaul 1999) проходил 30 января в студии ETV. Всего было 10 участников. Ведущими отбора были Марко Рейкоп и Роми Эрлах. Оценивало участников международное жюри, состоящее из десяти человек. Судья были из Словении, Ирландии, Греции, Германии, Швеции, Латвии, Италии, Великобритании, Израиля и Исландии. Победителями отбора стали Эвелин Самуэль и Камилла с песней «Diamond Of Night», набравшей на отборе 80 баллов. «Diamond Of Night» — песня Прийта Паюсаара и Глен Пилврэ с текстом Каари Силламаа.
В 1999 году Эстонию представляли Эвелин Самуэль и Камилла с песней «Diamond Of Night». Впервые от Эстонии была исполнена песня на английском языке. Страна получила 90 баллов и заняла 6-е место.

## Евровидение-2000
Седьмой отбор на Евровидение (Eurolaul 2000) проходил 5 февраля в студии ETV. Всего было 10 участников. Ведущим отбора был Марко Рейкоп. Оценивало участников международное жюри, состоящее из десяти человек. Судья были из Словении, Ирландии, Франции, Германии, Швеции, Бельгии, Португалии, Великобритании, Израиля и Исландии. Победительницей отбора стала Инес с песней «Once in a lifetime», набравшей на отборе 98 баллов. «Once in a lifetime» — песня Пеару Паулуса, Ильмара Лайсаара и Алара Коткаса с текстом Яны Халлас.
В 2000 году Эстонию представляла Инес с песней «Once in a lifetime», страна получила 98 баллов и заняла 4-е место.

## Евровидение-2001
Восьмой отбор на Евровидение (Eurolaul 2001) проходил 3 февраля в студии ETV. Всего было 8 участников. Ведущим отбора был Марко Рейкоп. Оценивало участников международное жюри, состоящее из восьми человек. Судья были из Швеции, Дании, Германии, Израиля, Великобритании, Исландии, Ирландии и Кипра. Победителями отбора стали Танель Падар и Дэйв Бентон с песней «Everybody», набравшей на отборе 77 баллов. «Everybody» — песня Ивара Муста с текстом Маиана Кярмаса.
В 2001 году представители Эстонии, Танель Падар и Дэйв Бентон, впервые выиграли конкурс с песней «Everybody».
Дэйв Бентон стал первым темнокожим исполнителем, одержавшим победу за всю историю Евровидения.
Эстония получила 12 баллов от девяти стран: Нидерланды, Литва, Великобритания, Греция, Латвия, Словения, Мальта, Польша и Турция.

## Евровидение-2002
Девятый отбор на Евровидение (Eurolaul 2002) проходил 26 января в Горхолле. Всего было 10 участников. Ведущими отбора были Марко Рейкоп и Кармель Килланди. Участников оценивало международное жюри, состоящее из восьми человек. Судья были из Швеции, Словении, Германии, Израиля, Великобритании, Исландии, Ирландии и Кипра. Победителем отбора стала Анна Салене с песней «Runaway», набравшая на отборе 85 баллов. «Runaway» — песня Пэару Паулуса, Ильмара Лайсаара и Алара Коткаса с текстом Яны Халлас.
В 2002 году представительница Эстонии Анна Салене с песней «Runaway» получила 111 баллов и заняла третье место в финале конкурса.

## Евровидение-2003
Десятый отбор на Евровидение (Eurolaul 2003) проходил 8 февраля в студии ETV. Всего было 10 участников. Ведущими были Марко Рейкоп и Роми Эрлах. Участников оценивало международное жюри, состоящее из восьми человек. Судья были из Швеции, Бельгии, Словении, Германии, Израиля, Латвии, Великобритании и Исландии. Победителем стала группа «Ruffus» с песней «Eighties Coming Back», набравшей на отборе 65 баллов. «Eighties Coming Back» — песня с текстом от Вайко Эплика.
В 2003 году представители Эстонии получили 14 баллов и заняли 21-е место в финале конкурса.

## Евровидение-2004
Одиннадцатый отбор на Евровидение (Eurolaul 2004) проходил 7 февраля в студии ETV. Всего было 10 участников. Ведущими отбора были Марко Рейкоп и Кармель Килланди. Впервые было телефонное голосование (представителя страны выбирали путем телефонных звонков). Победителем отбора стала группа «Neiokõsõ» с песней «Tii» на выруском языке. За группу было отдано 8696 голосов, что почти в 3 раза больше, чем за второе место. «Tii» — песня Прийта Паюсаара и Глена Пилвре с текстом от Аапо Ильвеса.
В 2004 году представители Эстонии получили 65 баллов и поделили 11-12 места с Израилем, не пройдя в финал конкурса.

## Евровидение-2005
Двенадцатый отбор на Евровидение (Eurolaul 2005) проходил 5 февраля в студии ETV. Всего было 10 участников, но одного участника дисквалифицировали за то, что музыка и текст песни «Nevermore Island» был обнародован 31 декабря 2003 года. Представителя страны выбирали телефонным голосованием. Победителем стала группа «Suntribe» с песней «Let’s Get Loud». За группу было отдано 10583 голоса. «Let’s Get Loud» — песня с текстом от Свена Лыхмуса.
В 2005 году представители Эстонии получили 31 балл, заняв 20-е место в полуфинале, не пройдя в финал конкурса.

## Евровидение-2006
Тринадцатый отбор на Евровидение (Eurolaul 2006) проходил 4 февраля в студии ETV. Всего было 10 участников. Ведущими отбора были Марко Рейкоп и Герли Падар. В этом году вернули старую систему судейства. Участников оценивало жюри из 10 стран: Исландия, Германия, Латвия, Израиль, Швейцария, Голландий, Словения, Босния и Герцеговина, Финляндия и Великобритания. Победителем национального отбора стала Сандра Оксенрид с песней «Through My Window», набравшей на отборе 90 баллов. «Through My Window» — песня Пеару Паулуса, Алара Коткаса и Ильмара Лайсаар с текстом от Яны Халлас.
В 2006 году представители Эстонии получили 28 баллов, заняв 18-е место в полуфинале, не пройдя в финал конкурса.

## Евровидение-2007
Четырнадцатый отбор на Евровидение (Eurolaul 2007) проходил 3 февраля в студии ETV. Всего было 10 участников. Ведущими отбора были Марко Рейкоп и Маарья-Лиис Илус. Была введена система двойного голосования (зрители голосуют 2 раза: 1-й раз выбирают 3-х лучших среди всех конкурсантов, затем из этих 3-х одного). Победителем отбора стала Герли Падар с песней «Partners in Crime», набрав в первом этапе голосования 16759 голосов, а во втором 55416 голосов. «Partners in Crime» — песня Хендрика Сал-Саллера с текстом от Бэрит Вейбер.
В 2007 году представители Эстонии получили 33 балла, заняв 22-е место в полуфинале, не пройдя в финал конкурса.

## Евровидение-2008
Пятнадцатый отбор на Евровидение (Eurolaul 2008) проходил 2 февраля в студии ETV. Всего было 10 участников. Ведущими отбора были Марко Рейкоп и Инес. Система голосования осталась с 2007 года. Победителем национального отбора стала группа «Kreisiraadio» с песней «Leto svet», набрав в первом этапе голосования 31429 голосов, а во втором 52518 голосов.
В 2008 году представители Эстонии получили 8 баллов, заняв 18-е место в полуфинале, не пройдя в финал конкурса.

## Евровидение-2009
Финал шестнадцатого национального отбора на Евровидение (Eesti Laul 2009) проходил 7 марта в студии ETV. Всего было 10 участников. Ведущими отбора были Генри Кырвитс и Роберт Кырвитс. Система отбора изменилась, теперь было 2 этапа (1-й этап: Одного кандидата выбирают жюри, второго кандидата выбирают зрители; 2-й этап: зрители выбирают между двумя кандидатами путем телефонным голосованием). Наивысший балл жюри в первом этапе получила группа «Urban Symphony» с песней «Rändajad», во втором она набрала 82 % голосов телезрителей и стала победителем национального отбора.
В 2009 году представители Эстонии получили 115 баллов, заняв 3-е место в полуфинале, в финале конкурса получили 129 баллов и 6-е место в итоговой таблице.

## Евровидение-2010
Финал семнадцатого национального отбора на Евровидение (Eesti Laul 2010) проходил 12 марта в концертном зале Alexela. Всего было 10 участников. Ведущими отбора были Отт Сепп и Мярт Аванди. Система голосования не менялась с прошлого года. В первом этапе Ленна Куурмаа получила большинство голосов от жюри и зрителей одновременно, однако во второй этап по количеству голосов от телезрителей также вышли Malcolm Lincoln и группа «ManPower 4» с песней «Siren». Последние и победили во втором этапе с 54 % голосов телезрителей и стали участниками Евровидения от Эстонии в 2010 году.
В 2010 году представители Эстонии получили 39 баллов, заняв 14-е место в полуфинале, не пройдя в финал конкурса.

## Евровидение-2011
В 2011 в Эстонии изменили систему национального отбора, вместо одного финала конкурса появилось два полуфинала + финал. В каждом полуфинале выступают 10 участников, из них выбирают 5 лучших — они будут участвовать в финале национального отбора.
Финал восемнадцатого национального отбора на Евровидение (Eesti Laul 2011) проходил 26 февраля в концертном зале Alexela. В конкурсе участвовало 20 участников, однако до финала дошло 10 из них. Ведущими отбора были Пирет Ярвис, Ленна Куурмаа и Отт Сепп. Система голосования не менялась с прошлых лет. Геттер Яани с песней «Rockfeller Street» получила 10 баллов от телефонного голосования и прошла во второй этап; также во второй этап попала группа «Outloudz» с песней «I wanna Meet Bob Dylan» с 9-ю баллами от членов жюри. По итогам голосования во втором этапе победила Геттер Яани с 62 % голосов телезрителей и стала участницей Евровидения от Эстонии в 2011 году.
В 2011 году представители Эстонии получили 60 баллов, заняв 9-е место в полуфинале, в финале конкурса получили 44 балла и 24-е место в итоговой таблице.

## Евровидение-2012
Финал девятнадцатого национального отбора на Евровидение (Eesti Laul 2012) проходил 3 марта в концертном зале Alexela. В конкурсе участвовало 20 участников, однако до финала дошло 10 из них. Ведущими отбора были Пирет Ярвис, Таави Тепленков и Тийт Сукк. Система голосования не менялась с прошлых лет. Ленна с песней «Mina jään» получила 10 баллов от жюри и 9 баллов от телезрителей (из 10 возможных) и вышла во второй этап финала. Отт Лепланд с песней «Kuula» получил 9 баллов от жюри и 10 баллов от телезрителей. Последний победил во втором этапе финала национального отбора с 67 % голосов от телезрителей.
В 2012 году представители Эстонии получили 100 баллов, заняв 4-е место в полуфинале, в финале конкурса получили 120 баллов и 6-е место в итоговой таблице.

## Евровидение-2013
Финал двадцатого национального отбора на Евровидение (Eesti Laul 2013) проходил 2 марта в концертном зале Alexela. В конкурсе участвовало 20 участников, однако до финала дошло 10 из них. Ведущими отбора были Марко Рейкоп и Ану Вялба. Система голосования не менялась с прошлых лет. Грете Пайя с песней «Päästke noored hinged» получила 6 баллов от жюри и 10 баллов от телезрителей (из 10 возможных) и вышла во второй этап финала. Биргит Ыйгемеэль с песней «Et uus saaks alguse» получила 9 баллов от жюри и 8 баллов от телезрителей. Биргит победила во втором этапе финала национального отбора с 51,1 % голосов от телезрителей.
В 2013 году представители Эстонии получили 52 балла, заняв 10-е место в полуфинале, в финале конкурса получили 19 баллов и 20-е место в итоговой таблице.

## Евровидение-2014
Финал двадцать первого национального отбора на Евровидение (Eesti Laul 2014) проходил 1 марта в концертном зале Alexela. В конкурсе участвовало 20 участников, однако до финала дошло 10 из них. Система голосования не менялась с прошлых лет. Группа «Super Hot Cosmos Blues Band» c песней «Maybe-Maybe» получила 10 баллов от жюри и 10 баллов от телезрителей и вышла во второй этап финала. Tanja с песней «Amazing» получила 7 баллов от жюри и 9 баллов от телезрителей. Tanja победила во втором этапе финала национального отбора с 53 % голосов от телезрителей.
В 2014 году представители Эстонии получили 36 баллов, заняв 12-е место в полуфинале, не пройдя в финал конкурса.

## Евровидение-2015
Финал двадцать второго национального отбора на Евровидение (Eesti Laul 2015) проходил 21 февраля в концертном зале Alexela. В конкурсе участвовало 20 участников, однако до финала дошло 10 из них. Система голосования не менялась с прошлых лет. Элина Борн и Стиг Ряста с песней «Goodbye to Yesterday» получили по 10 баллов от жюри и зрителей и вышли во второй этап финала. Во втором этапе получили 79 % голосов от телезрителей.
В 2015 году представители Эстонии получили 105 баллов, заняв 3-е место в полуфинале, в финале конкурса получили 106 баллов и 7-е место в итоговой таблице.

## Евровидение-2016
Финал двадцать третьего национального отбора на Евровидение (Eesti Laul 2016) проходил 5 марта в Саку-Суурхалль. В конкурсе участвовало 20 участников, однако до финала дошло 10 из них. Система голосования не менялась с прошлых лет. Юри Поотсманн с песней «Play» получил по 12 баллов от жюри и зрителей и вышел во второй этап финала. Во втором этапе получил 44,7 % голосов от телезрителей.
В 2016 году представители Эстонии получили 24 балла, заняв 18-е место в полуфинале. Результат стал худшим для страны на конкурсе.

## Евровидение-2017
Финал двадцать четвёртого национального отбора на Евровидение (Eesti Laul 2017) проходил 4 марта в Саку-Суурхалль. В конкурсе участвовало 20 участников, однако до финала дошло 10 из них. Система голосования не менялась с прошлых лет. Койт Тооме и Лаура с песней «Verona» получили от жюри 5 баллов и 12 баллов от зрителей и вышли во второй этап финала. Во втором этапе получили 55,8 % голосов от телезрителей.
В полуфинале конкурса, в начале песни у Лауры по техническим неполадкам не сработал микрофон.
В 2017 году представители Эстонии получили 85 балла, заняв 14-е место в полуфинале конкурса, не пройдя в финал конкурса.

## Евровидение-2018
Финал двадцать пятого национального отбора на Евровидение (Eesti Laul 2018) проходил 3 марта в Саку-Суурхалль. В конкурсе участвовало 20 участников, однако до финала дошло 10 из них. Система голосования не менялась с прошлых лет. Элина Нечаева с песней «La Forza» получила от жюри и зрителей по 12 баллов и вышла во второй этап финала. Во втором этапе получила 70,5 % голосов от телезрителей.
В 2018 году представители Эстонии получили 201 балл, заняв 5-е место в полуфинале конкурса, в финале конкурса получили 245 баллов и 8-е место в итоговой таблице.

## Евровидение-2019
Финал двадцать шестого национального отбора на Евровидение (Eesti laul 2019) проходил 16 февраля в Саку-Суурхалль. В конкурсе участвовало 24 участника, однако до финала дошло 10 из них. Система голосования не менялась с прошлых лет. Виктор Крон с песней «Storm» получил от жюри 2 балла и 12 баллов от зрителей и вышел во второй этап финала. Во втором этапе получил 45,5 % голосов от телезрителей.
На 1:24 минуте номера в полуфинале Евровидения не переключилась камера по технической неполадке.
В 2019 году представитель Эстонии получил 76 баллов, заняв 20-е место в финале конкурса.

## Евровидение-2020
Финал двадцать седьмого национального отбора на Евровидение (Eesti laul 2020) проходил 29 февраля в Саку-Суурхалль. В конкурсе участвовало 24 участника, однако до финала дошло 12 из них. Система голосования не менялась с прошлых лет. Уку Сувисте с песней «What Love Is» получил от жюри 7 баллов и 12 баллов от зрителей и вышел во второй этап финала. Во втором этапе получил 68,2 % голосов от телезрителей.
18 марта 2020 года EBU официально отменил конкурс из-за пандемии COVID-19.

## Евровидение-2021
В 2021 году участника «Евровидения» от Эстонии вновь выбирали через национальный отбор (Eesti Laul 2021). Уку Сувисте получил право сразу участвовать в полуфинале национального отбора с новой песней.
В финале национального отбора Уку Сувисте занял первое место с песней «The Lucky One» и вновь получил право представлять Эстонию на конкурсе в Роттердаме.
Уку выступил под номером 2 во втором полуфинале конкурса. В итоге он набрал 58 баллов (29 от зрителей и от жюри) и заняв 13 место не смог выйти в финал.

## Участники
Победитель
     Второе место
     Третье место
     Четвертое место
     Пятое место
     Последнее место
     Автоматический проход в финал
     Не прошла в финал
     Не участвовала или была дисквалифицирована
     Несостоявшееся участие
| Год  | Место проведения | Исполнитель                     | Песня                                                | Перевод                                            | Язык                               | Финал           | Финал           | Полуфинал           | Полуфинал           | Полуфинал |
| Год  | Место проведения | Исполнитель                     | Песня                                                | Перевод                                            | Язык                               | Место           | Баллы           | Место               | Баллы               |           |
| ---- | ---------------- | ------------------------------- | ---------------------------------------------------- | -------------------------------------------------- | ---------------------------------- | --------------- | --------------- | ------------------- | ------------------- | --------- |
| 1993 | Милстрит         | Яника Силламаа                  | «Muretut meelt ja südametuld»                        | «С беззаботной душой и огнём сердца»               | Эстонский                          | Не прошла       | Не прошла       | 5                   | 47                  |           |
| 1994 | Дублин           | Сильви Врайт                    | «Nagu Merelaine»                                     | «Словно морская волна»                             | Эстонский                          | 24              | 2               | Полуфиналов не было | Полуфиналов не было |           |
| 1995 | Не участвовала   | Не участвовала                  | Не участвовала                                       | Не участвовала                                     | Не участвовала                     | Не участвовала  | Не участвовала  | Полуфиналов не было | Полуфиналов не было |           |
| 1996 | Осло             | Иво Линна и Маарья-Лийс Илус    | «Kaelakee hääl»                                      | «Голос ожерелья»                                   | Эстонский                          | 5               | 94              | 5                   | 106                 |           |
| 1997 | Дублин           | Маарья-Лийс Илус                | «Keelatud maa»                                       | «Запретная земля»                                  | Эстонский                          | 8               | 82              | Полуфиналов не было | Полуфиналов не было |           |
| 1998 | Бирмингем        | Койт Тооме                      | «Mere lapsed»                                        | «Дети моря»                                        | Эстонский                          | 12              | 36              | Полуфиналов не было | Полуфиналов не было |           |
| 1999 | Иерусалим        | Эвелин Самуэль и Камилла        | «Diamond Of Night»                                   | «Ночной бриллиант»                                 | Английский                         | 6               | 90              | Полуфиналов не было | Полуфиналов не было |           |
| 2000 | Стокгольм        | Инес                            | «Once in a lifetime»                                 | «Однажды в жизни»                                  | Английский                         | 4               | 98              | Полуфиналов не было | Полуфиналов не было |           |
| 2001 | Копенгаген       | Танель Падар, Дэйв Бентон и 2XL | «Everybody»                                          | «Все вместе»                                       | Английский                         | 1               | 198             | Полуфиналов не было | Полуфиналов не было |           |
| 2002 | Таллин           | Салене                          | «Runaway»                                            | «Беглянка»                                         | Английский                         | 3               | 111             | Полуфиналов не было | Полуфиналов не было |           |
| 2003 | Рига             | Ruffus                          | «Eighties coming back»                               | «Восьмидесятые возвращаются»                       | Английский                         | 21              | 14              | Полуфиналов не было | Полуфиналов не было |           |
| 2004 | Стамбул          | Neiokõsõ                        | «Tii»                                                | «Дорога»                                           | Выруский                           | Не прошли       | Не прошли       | 11                  | 57                  |           |
| 2005 | Киев             | Suntribe                        | «Let’s get loud»                                     | «Громче!»                                          | Английский                         | Не прошли       | Не прошли       | 20                  | 31                  |           |
| 2006 | Афины            | Сандра Оксенрид                 | «Through my window»                                  | «Из моего окна»                                    | Английский                         | Не прошла       | Не прошла       | 18                  | 28                  |           |
| 2007 | Хельсинки        | Герли Падар                     | «Partners in Crime»                                  | «Сообщники»                                        | Английский                         | Не прошла       | Не прошла       | 22                  | 33                  |           |
| 2008 | Белград          | Kreisiraadio                    | «Leto svet»                                          | «Летний свет»                                      | Сербохорватский, Немецкий, Финский | Не прошли       | Не прошли       | 18                  | 8                   |           |
| 2009 | Москва           | Urban Symphony                  | «Rändajad»                                           | «Странники»                                        | Эстонский                          | 6               | 129             | 3                   | 115                 |           |
| 2010 | Осло             | Malcolm Lincoln и ManPower 4    | «Siren»                                              | «Сирена»                                           | Английский                         | Не прошли       | Не прошли       | 14                  | 39                  |           |
| 2011 | Дюссельдорф      | Геттер Яани                     | «Rockefeller Street»                                 | «Улица Рокфеллера»                                 | Английский                         | 24              | 44              | 9                   | 60                  |           |
| 2012 | Баку             | Отт Лепланд                     | «Kuula»                                              | «Слушай»                                           | Эстонский                          | 6               | 120             | 4                   | 100                 |           |
| 2013 | Мальмё           | Биргит Ыйгемеэль                | «Et uus saaks alguse»                                | «Новое начало»                                     | Эстонский                          | 20              | 19              | 10                  | 52                  |           |
| 2014 | Копенгаген       | Таня                            | «Amazing»                                            | «Восхитительно»                                    | Английский                         | Не прошла       | Не прошла       | 12                  | 36                  |           |
| 2015 | Вена             | Стиг Ряста и Элина Борн         | «Goodbye to Yesterday»                               | «Попрощаться с прошлым»                            | Английский                         | 7               | 106             | 3                   | 105                 |           |
| 2016 | Стокгольм        | Юри Поотсманн                   | «Play»                                               | «Играть»                                           | Английский                         | Не прошёл       | Не прошёл       | 18                  | 24                  |           |
| 2017 | Киев             | Койт Тооме и Лаура              | «Verona»                                             | «Верона»                                           | Английский                         | Не прошли       | Не прошли       | 14                  | 85                  |           |
| 2018 | Лиссабон         | Элина Нечаева                   | «La Forza»                                           | «Сила»                                             | Итальянский                        | 8               | 245             | 5                   | 201                 |           |
| 2019 | Тель-Авив        | Виктор Крон                     | «Storm»                                              | «Шторм»                                            | Английский                         | 20              | 76              | 4                   | 198                 |           |
| 2020 | Роттердам        | Уку Сувисте                     | «What love is»                                       | «Что такое любовь»                                 | Английский                         | Конкурс отменён | Конкурс отменён | Конкурс отменён     | Конкурс отменён     |           |
| 2021 | Роттердам        | Уку Сувисте                     | «The Lucky One»                                      | «Счастливчик»                                      | Английский                         | Не прошёл       | Не прошёл       | 13                  | 58                  |           |
| 2022 | Турин            | Стефан                          | «Hope»                                               | «Надежда»                                          | Английский                         | 13              | 141             | 5                   | 209                 |           |
| 2023 | Ливерпуль        | Алика                           | «Bridges»                                            | «Мосты»                                            | Английский                         | 8               | 168             | 10                  | 74                  |           |
| 2024 | Мальмё           | 5miinust и Puuluup              | «(Nendest) narkootikumidest ei tea me (küll) midagi» | «Мы (правда) ничего не знаем об (этих) наркотиках» | Эстонский                          | 20              | 37              | 6                   | 79                  |           |
| 2025 | Базель           | Томми Кэш                       | «Espresso Macchiato»                                 | «Эспрессо Маккиато»                                | Итальянский, английский            | 3               | 356             | 5                   | 113                 |           |

## Отданные голоса
Таблица баллов, отданных Эстонией в финале.
| Страна               | Кол-во голосов |
| -------------------- | -------------- |
| Австралия            | 28             |
| Австрия              | 49             |
| Азербайджан          | 21             |
| Албания              | 1              |
| Андорра              | 0              |
| Армения              | 5              |
| Беларусь             | 10             |
| Бельгия              | 46             |
| Болгария             | 27             |
| Босния и Герцеговина | 0              |
| Великобритания       | 53             |
| Венгрия              | 47             |
| Германия             | 48             |
| Греция               | 12             |
| Грузия               | 22             |
| Дания                | 81             |
| Израиль              | 17             |
| Ирландия             | 44             |
| Исландия             | 56             |
| Испания              | 13             |
| Италия               | 28             |
| Кипр                 | 31             |
| Латвия               | 88             |
| Литва                | 51             |
| Северная Македония   | 0              |
| Мальта               | 40             |
| Молдова              | 11             |
| Монако               | 0              |
| Нидерланды           | 52             |
| Норвегия             | 101            |
| Польша               | 20             |
| Португалия           | 24             |
| Россия               | 181            |
| Румыния              | 11             |
| Сан-Марино           | 0              |
| Сербия               | 5              |
| Словакия             | 0              |
| Словения             | 18             |
| Турция               | 12             |
| Украина              | 66             |
| Финляндия            | 79             |
| Франция              | 50             |
| Хорватия             | 14             |
| Черногория           | 1              |
| Чехия                | 13             |
| Швейцария            | 26             |
| Швеция               | 181            |

## Голоса за Эстонию
| Страна               | 2004 | 2005 | 2008 | 2009 | 2010 | 2012 | 2015 | Всего |
| -------------------- | ---- | ---- | ---- | ---- | ---- | ---- | ---- | ----- |
|                      | -    | -    | -    | -    | -    | -    | 0    | 0     |
| Австрия              | 0    | 0    | -    | -    | -    | 8    | 0    | 8     |
| Азербайджан          | -    | -    | 0    | 4    | 0    | 0    | 0    | 4     |
| Андорра              | 0    | 0    | 0    | 0    | -    | -    | -    | 0     |
| Армения              | -    | -    | 0    | 0    | 0    | -    | 0    | 0     |
| Беларусь             | 0    | 0    | 0    | 4    | 1    | 0    | 0    | 5     |
| Бельгия              | 0    | 0    | 0    | 0    | 0    | 10   | 6    | 16    |
| Болгария             | -    | 0    | 0    | 0    | 0    | 4    | -    | 4     |
| Босния и Герцеговина | 0    | 0    | 0    | 0    | 1    | 6    | -    | 7     |
| Великобритания       | 1    | 0    | 0    | 0    | 0    | 0    | 0    | 1     |
| Венгрия              | -    | 0    | 0    | 6    | -    | 8    | 0    | 14    |
| Германия             | 0    | 0    | 0    | 0    | 1    | 6    | 0    | 7     |
| Греция               | 0    | 0    | 0    | 5    | 1    | 10   | 6    | 22    |
| Грузия               | -    | -    | 0    | -    | 0    | 3    | 0    | 3     |
| Дания                | 0    | 3    | 0    | 5    | 0    | 5    | 0    | 13    |
| Израиль              | 0    | 0    | 0    | 0    | 0    | 0    | 0    | 0     |
| Ирландия             | 0    | 1    | 0    | 6    | 0    | 0    | 0    | 7     |
| Исландия             | 7    | 0    | 0    | 10   | 2    | 0    | 0    | 19    |
| Испания              | 0    | 0    | 0    | 0    | 0    | 0    | 0    | 0     |
| Италия               | -    | -    | -    | -    | -    | 12   | 0    | 12    |
| Кипр                 | 0    | 0    | 0    | 0    | 0    | 4    | 0    | 4     |
| Латвия               | 12   | 12   | 0    | 10   | 12   | 1    | 0    | 37    |
| Литва                | 10   | 5    | 0    | 10   | 0    | 1    | 0    | 26    |
| Северная Македония   | 0    | 0    | 0    | 7    | 0    | 12   | 12   | 31    |
| Мальта               | 0    | 0    | 0    | 0    | 0    | 1    | 0    | 1     |
| Молдова              | -    | 1    | 1    | 7    | 0    | 0    | 0    | 9     |
| Монако               | 0    | 0    | -    | -    | -    | -    | -    | 0     |
| Нидерланды           | 0    | 0    | 0    | 0    | 0    | 0    | 0    | 0     |
| Норвегия             | 1    | 0    | 0    | 0    | 0    | 0    | 0    | 1     |
| Польша               | 0    | 0    | 0    | 8    | 2    | -    | 0    | 10    |
| Португалия           | 5    | 0    | 0    | 0    | 0    | 0    | 0    | 5     |
| Россия               | -    | 0    | 0    | 8    | 0    | 0    | 0    | 8     |
| Румыния              | 0    | 0    | 0    | 1    | 1    | 1    | 0    | 3     |
| Сан-Марино           | -    | -    | 0    | -    | -    | 12   | 0    | 12    |
| Сербия и Черногория  | 4    | 0    | -    | -    | -    | -    | -    | 4     |
| Сербия               | -    | -    | 0    | 0    | 0    | 1    | 0    | 1     |
| Словакия             | -    | -    | -    | 12   | 0    | 0    | -    | 12    |
| Словения             | 0    | 2    | 0    | 2    | 0    | 3    | 0    | 7     |
| Турция               | 0    | 0    | 0    | 10   | 7    | 5    | -    | 22    |
| Украина              | 3    | 0    | 0    | 4    | 0    | 0    | -    | 7     |
| Финляндия            | 12   | 6    | 7    | 12   | 0    | 6    | 0    | 43    |
| Франция              | 1    | 0    | 0    | 0    | 0    | 0    | 0    | 1     |
| Хорватия             | 0    | 0    | 0    | 6    | 5    | 5    | -    | 16    |
| Черногория           | -    | -    | 0    | 7    | -    | 10   | 10   | 27    |
| Чехия                | -    | -    | 0    | 0    | -    | -    | 0    | 0     |
| Швеция               | 1    | 0    | 0    | 7    | 0    | 1    | 0    | 9     |
| Швейцария            | 0    | 0    | 0    | 6    | 8    | 12   | 0    | 26    |

## Галерея

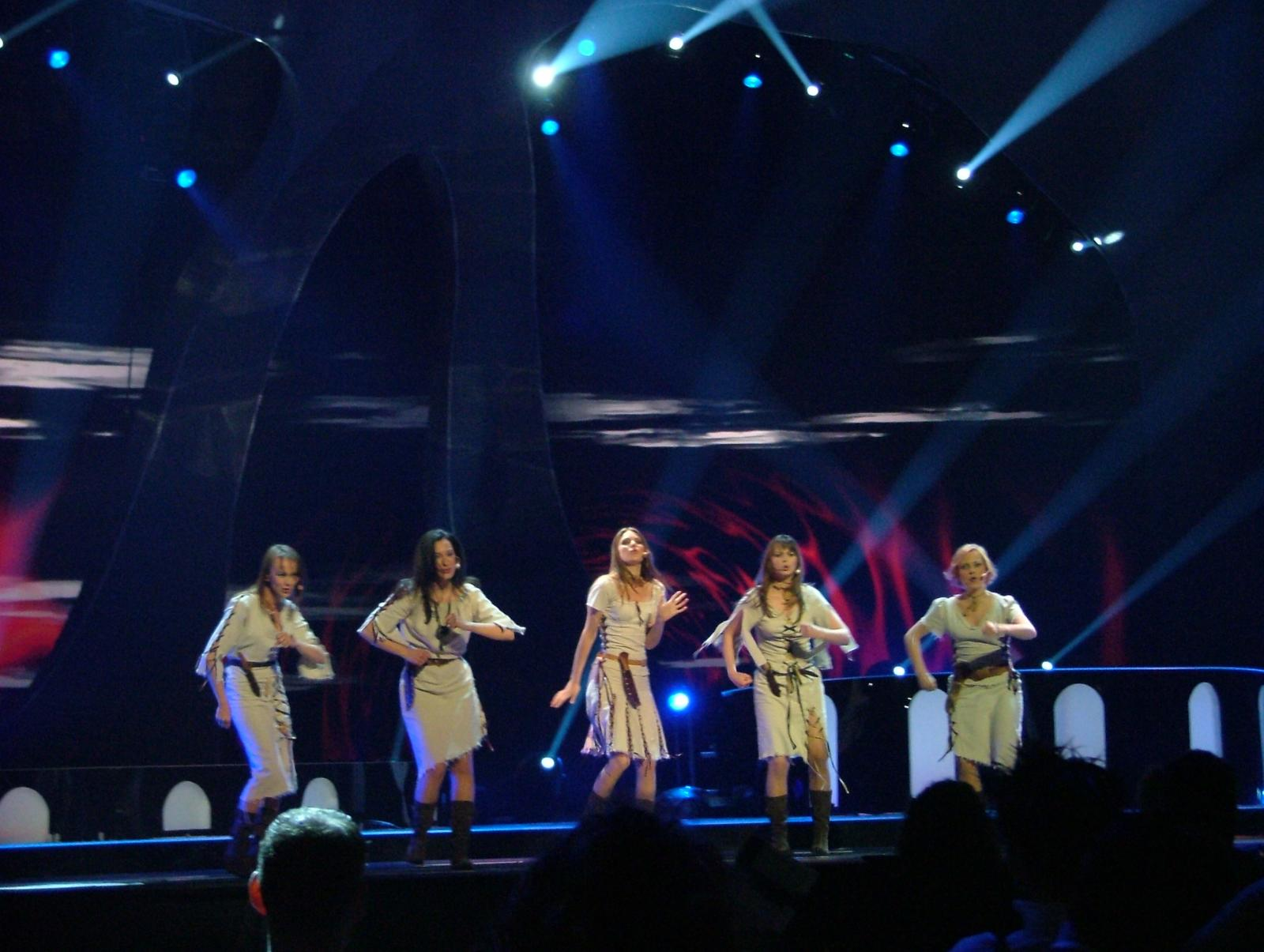
«Neiokõsõ» на «Евровидении 2004» в Стамбуле
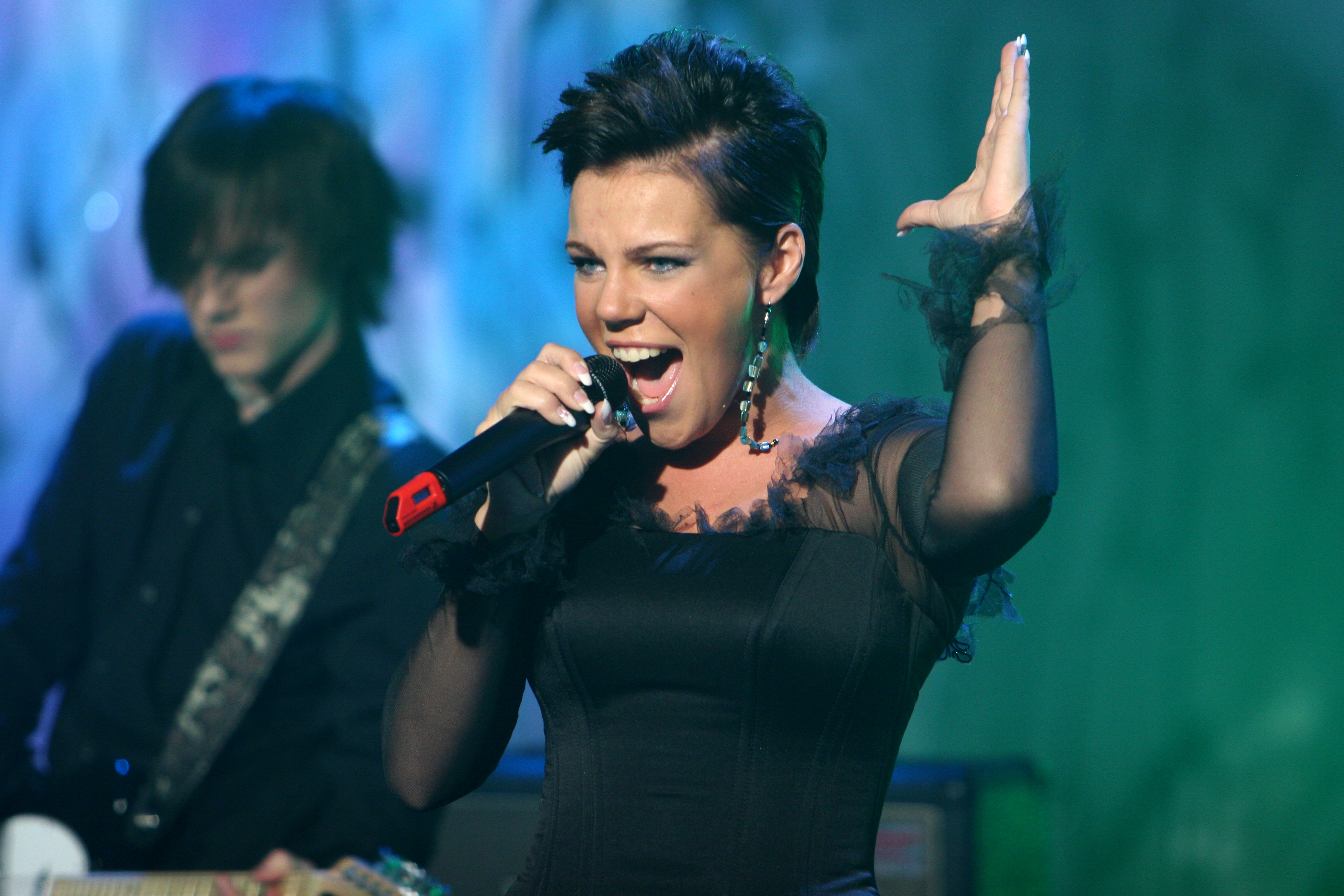
Герли Падар на «Евровидении 2007» в Хельсинки
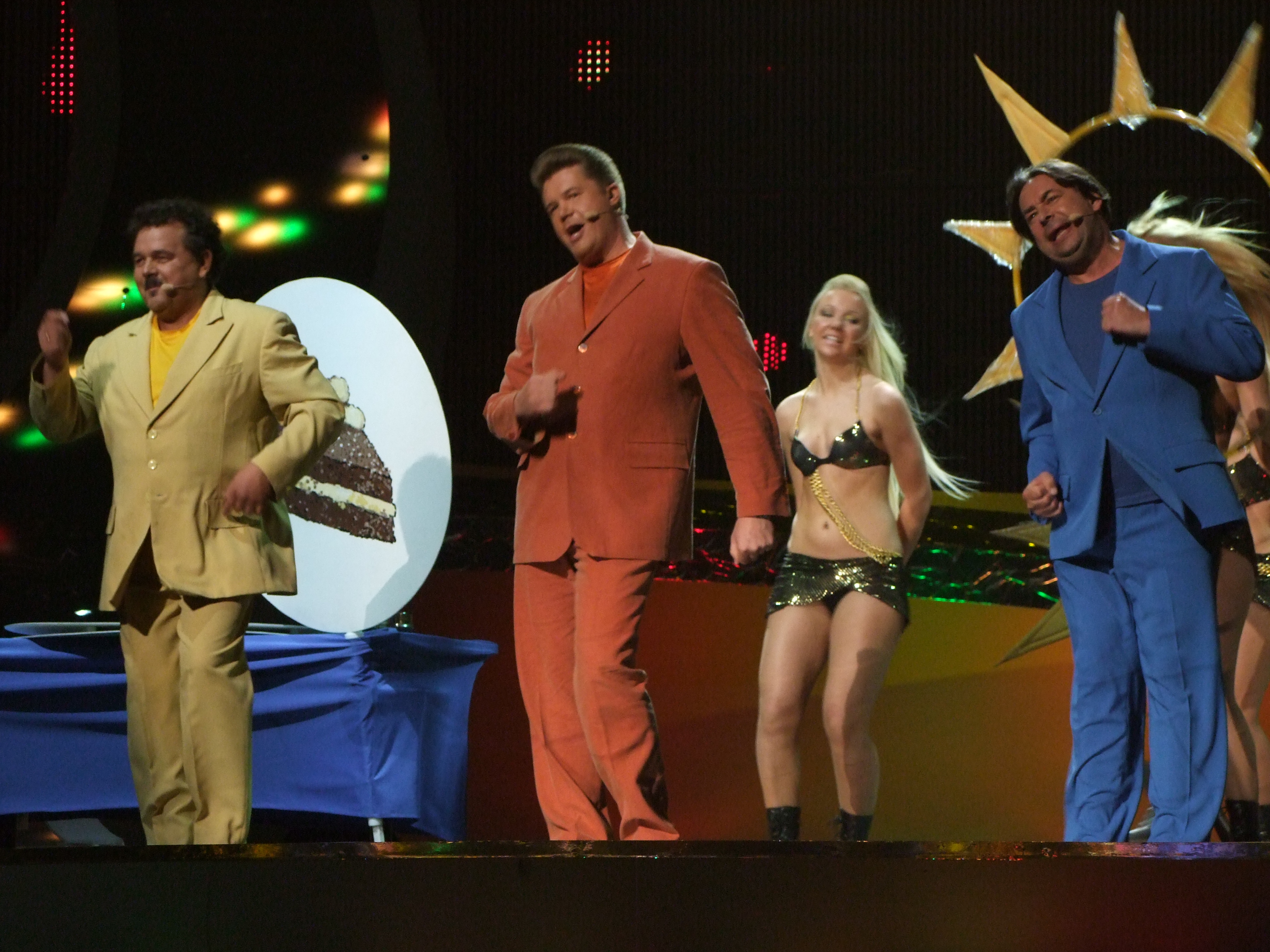
«Kreisiraadio» на «Евровидении 2008» в Белграде
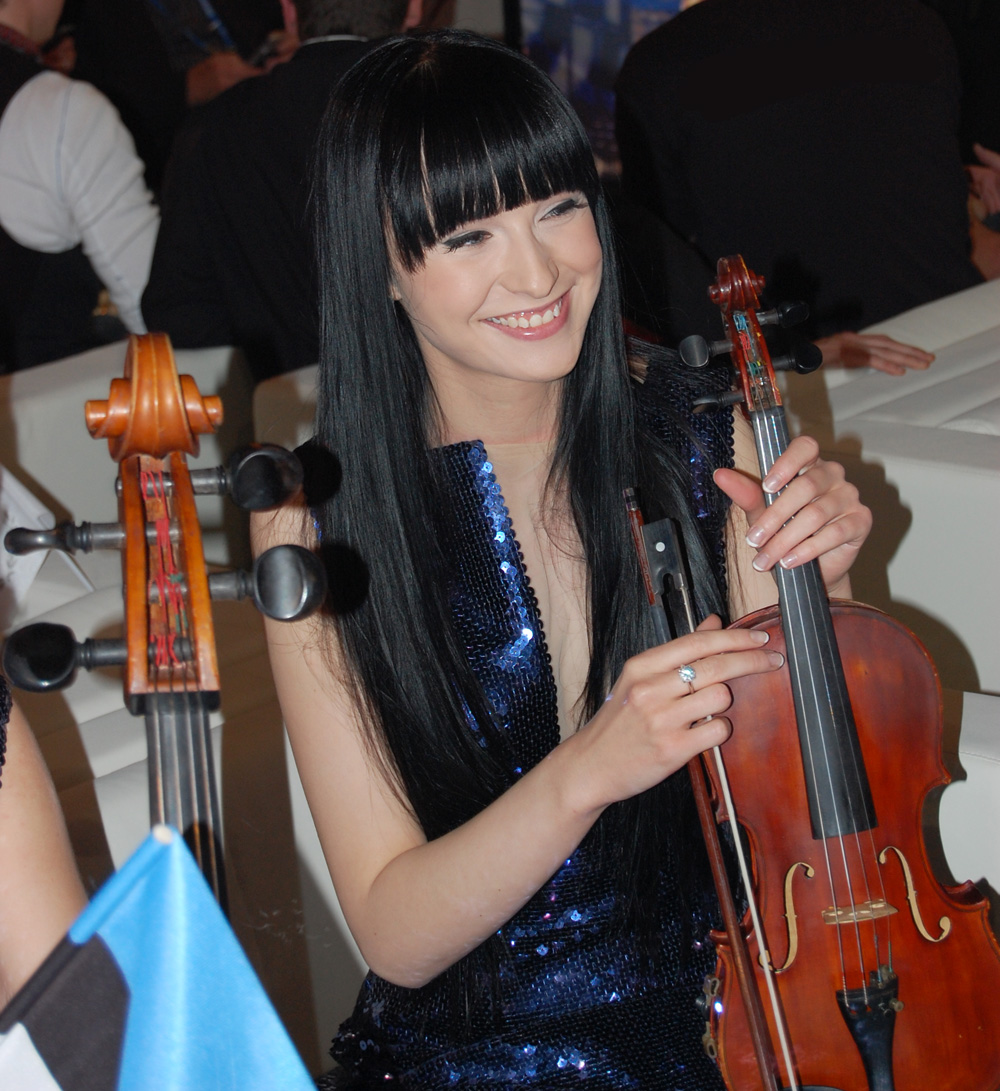
«Urban Symphony» на «Евровидении 2009» в Москве
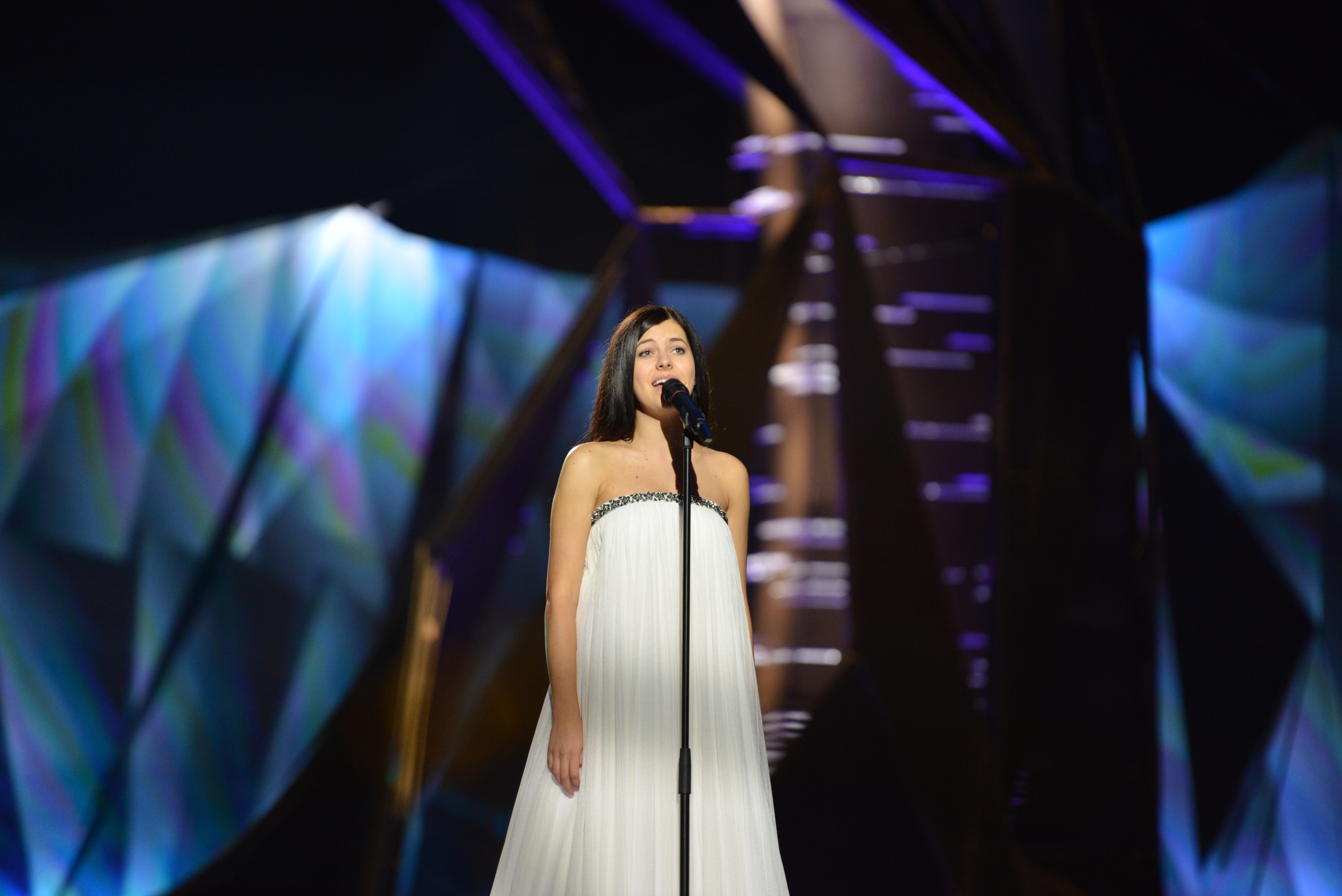
Биргит Ыйгемеэль на «Евровидении 2013» в Мальмё
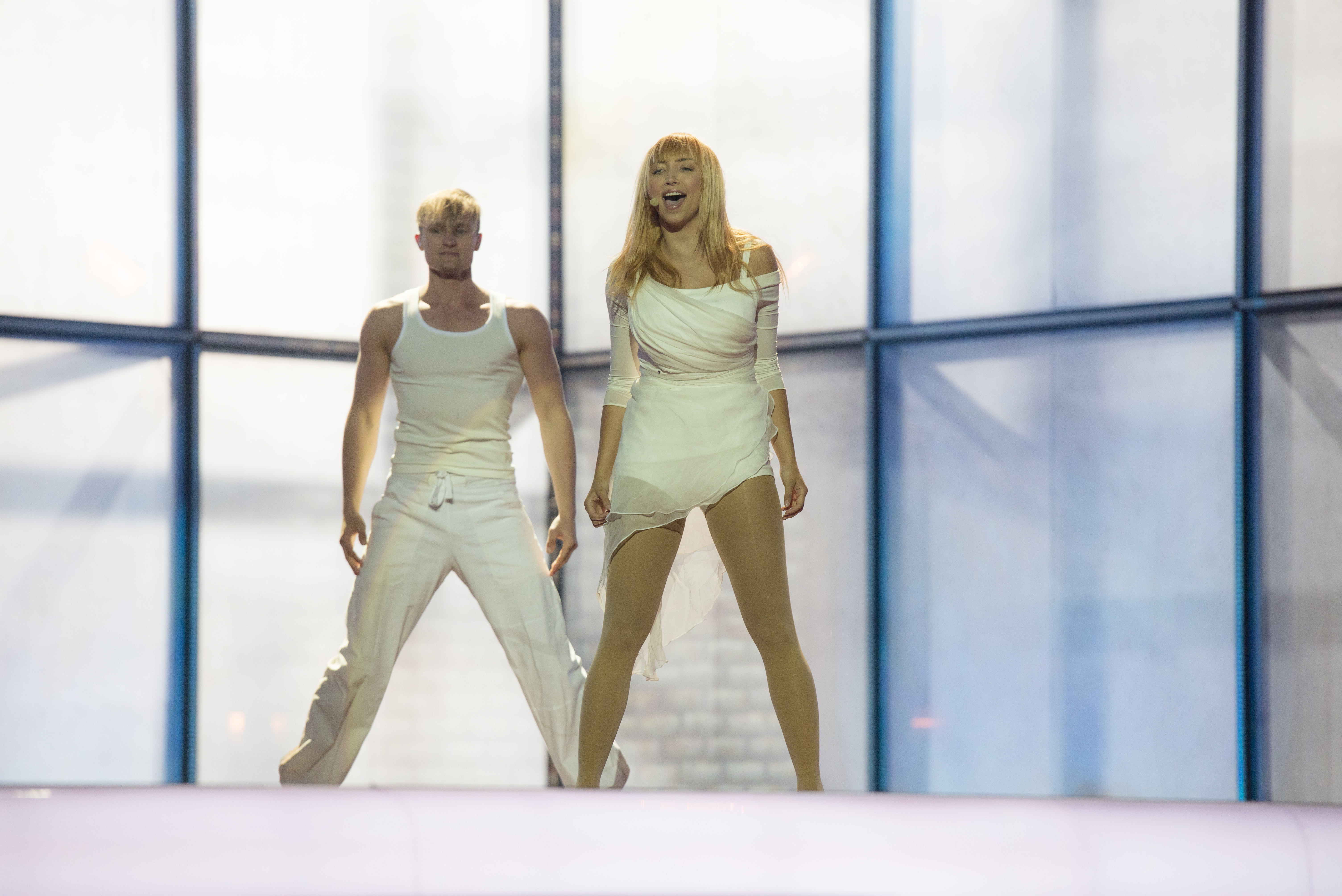
Таня на «Евровидении 2014» в Копенгагене
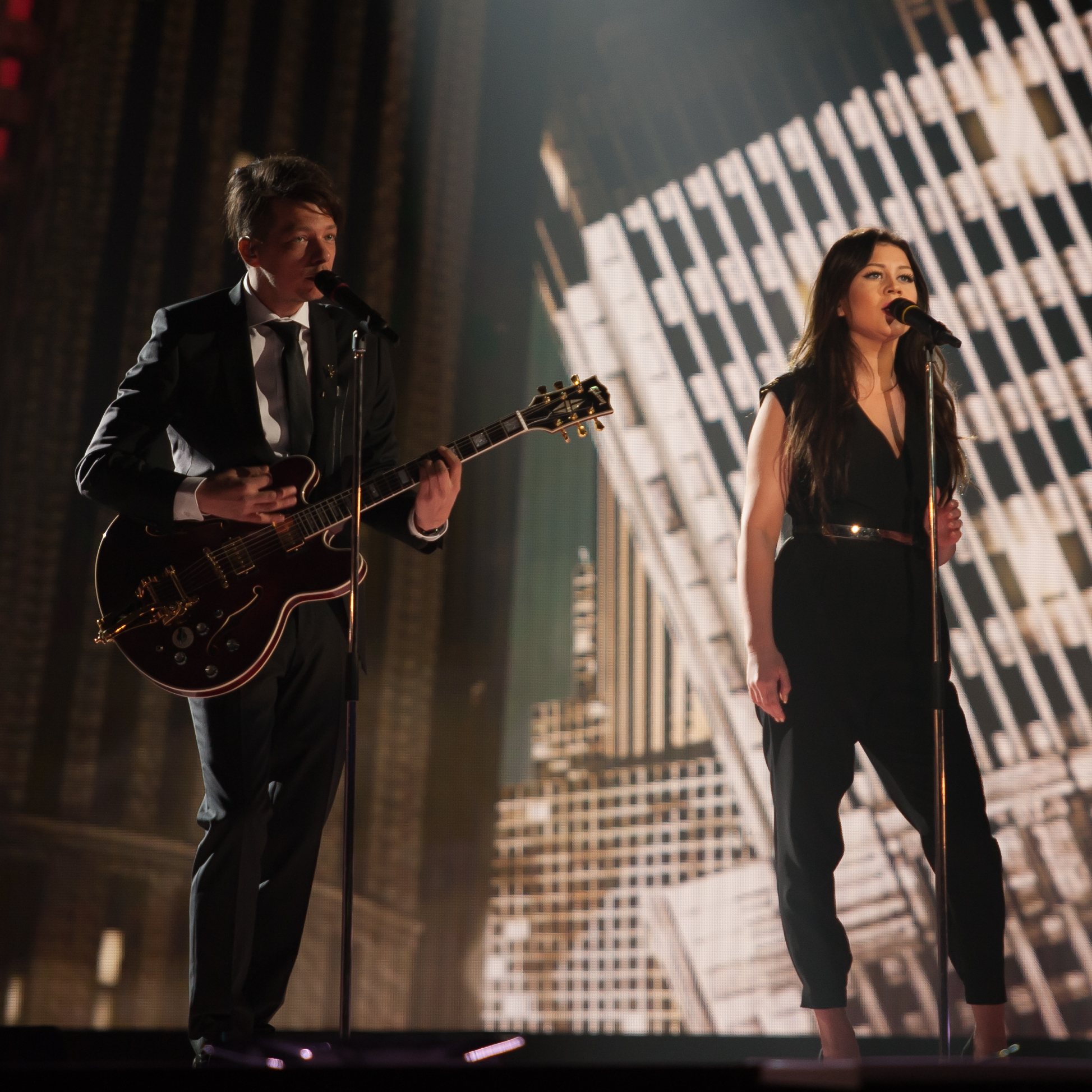
Стиг Ряста и Элина Борн на «Евровидении 2015» в Вене
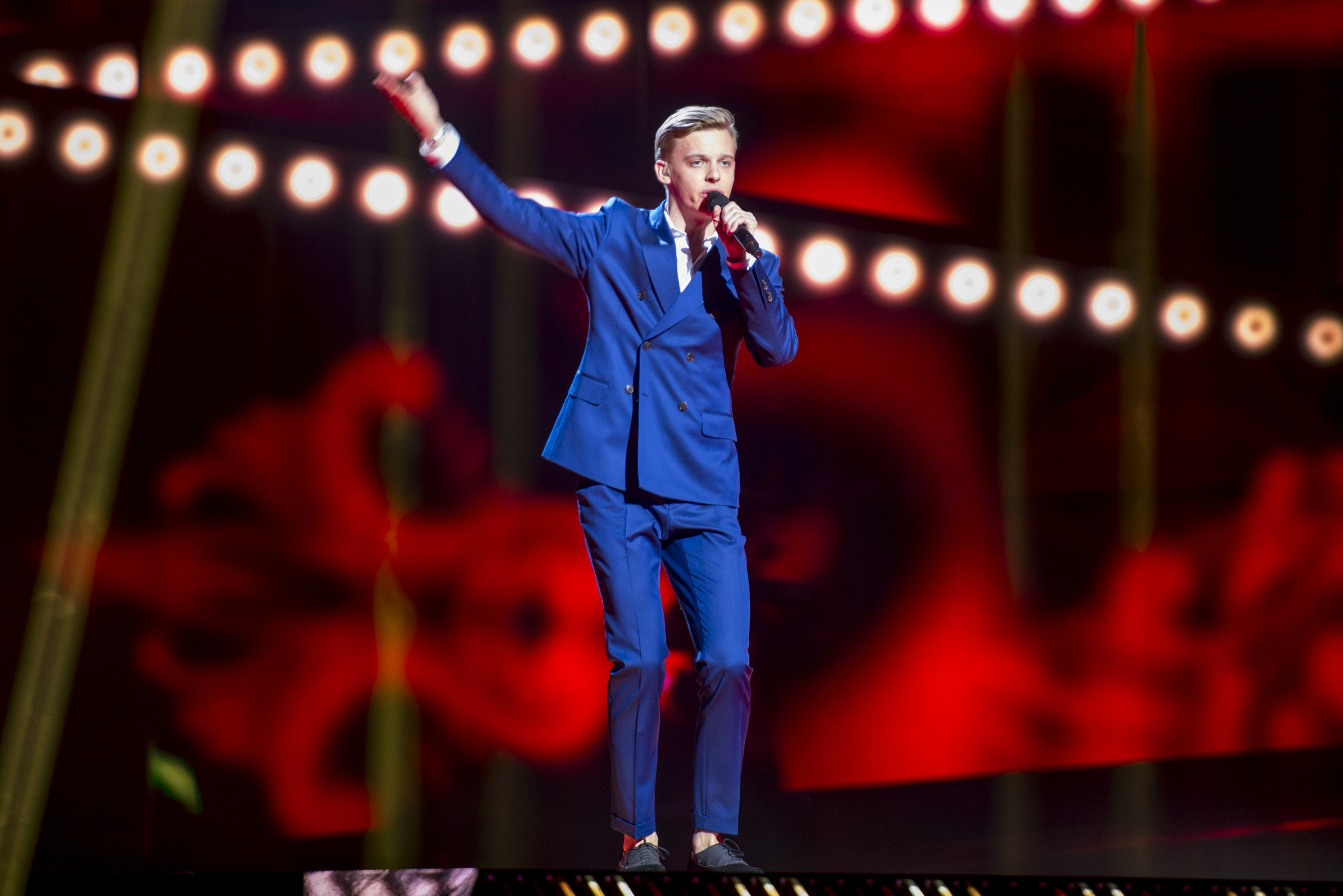
Юри Поотсманн на «Евровидении 2016» в Стокгольме
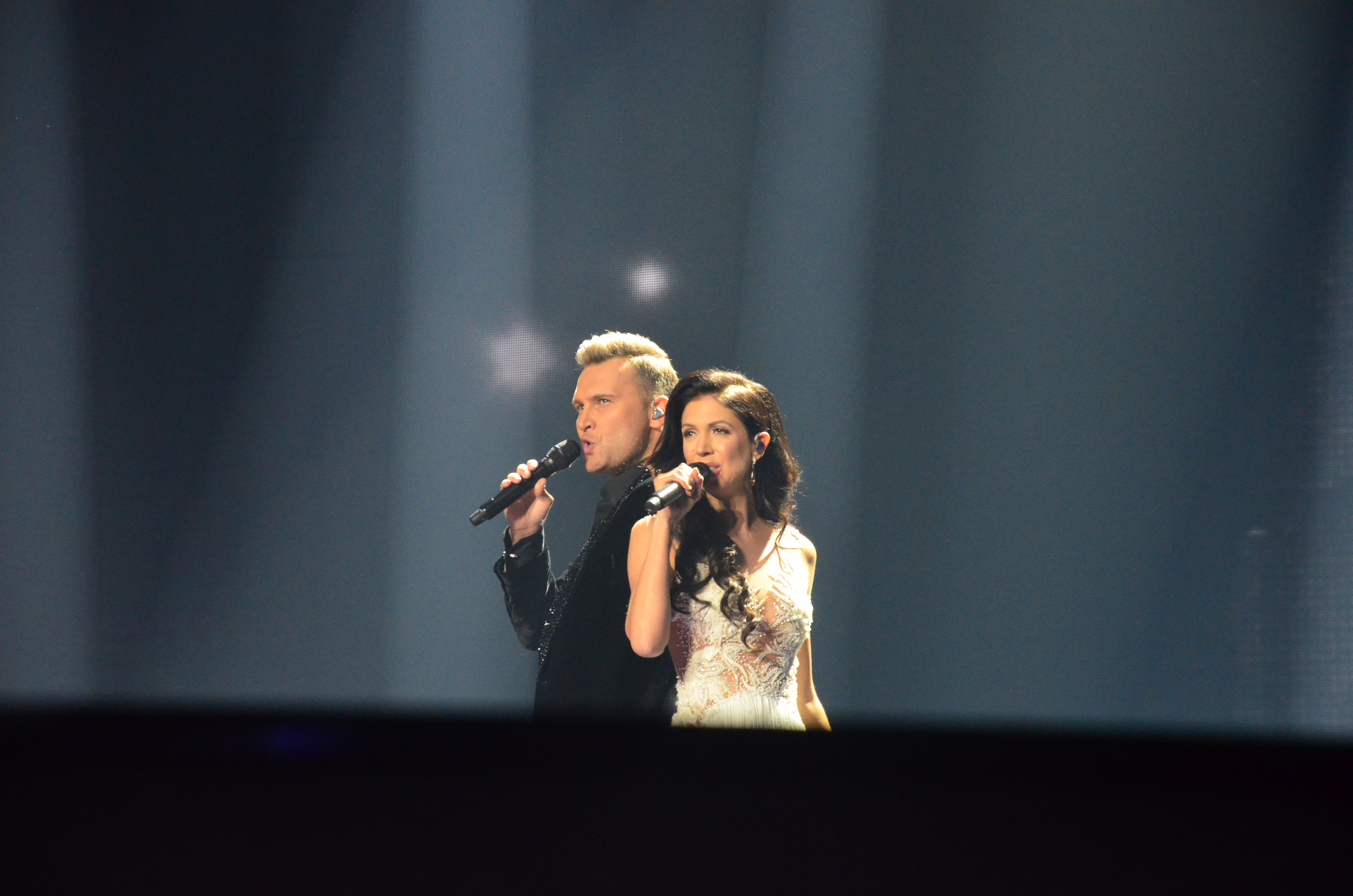
Койт Тооме и Лаура на «Евровидении 2017» в Киеве
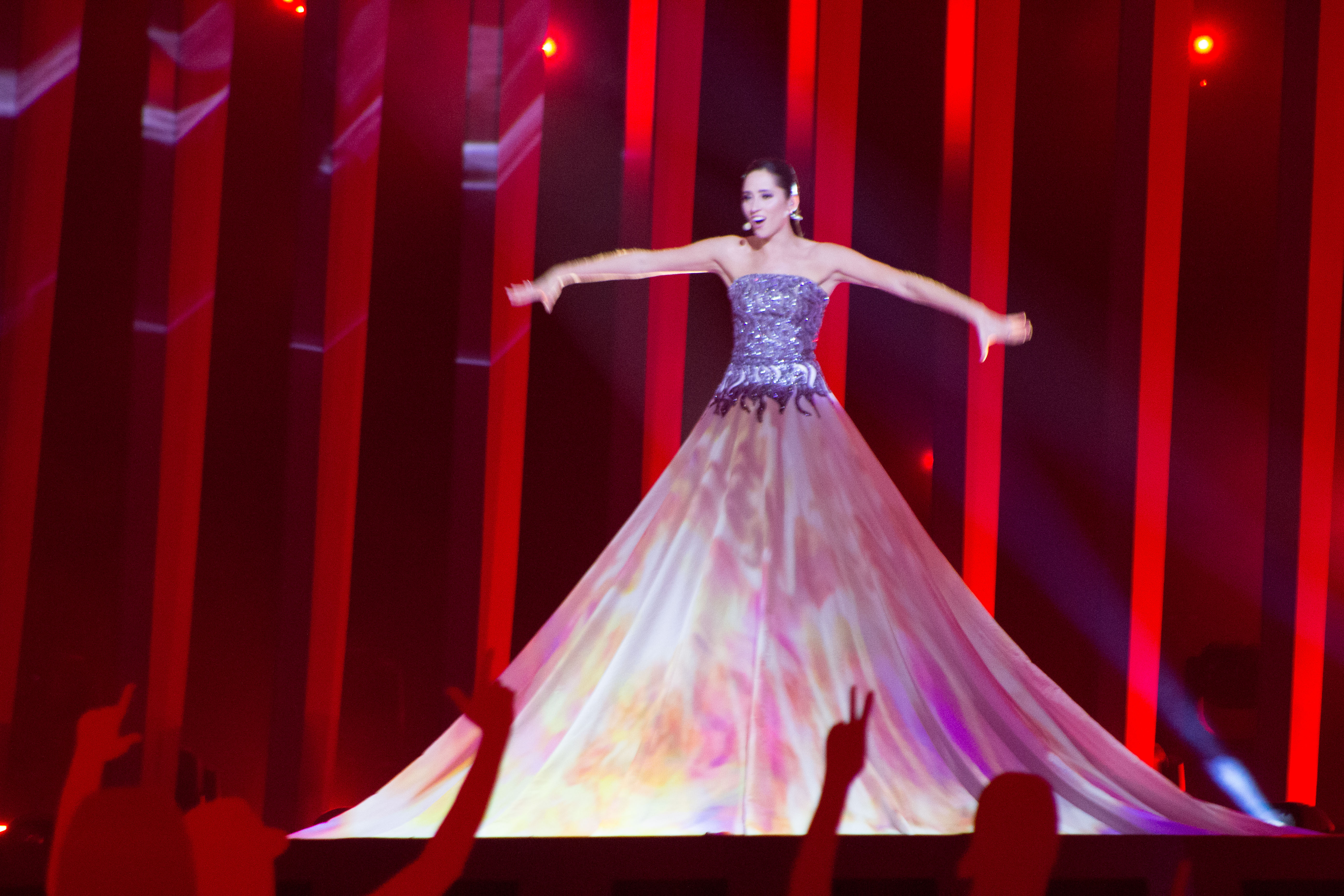
Элина Нечаева на «Евровидении 2018» в Лиссабоне
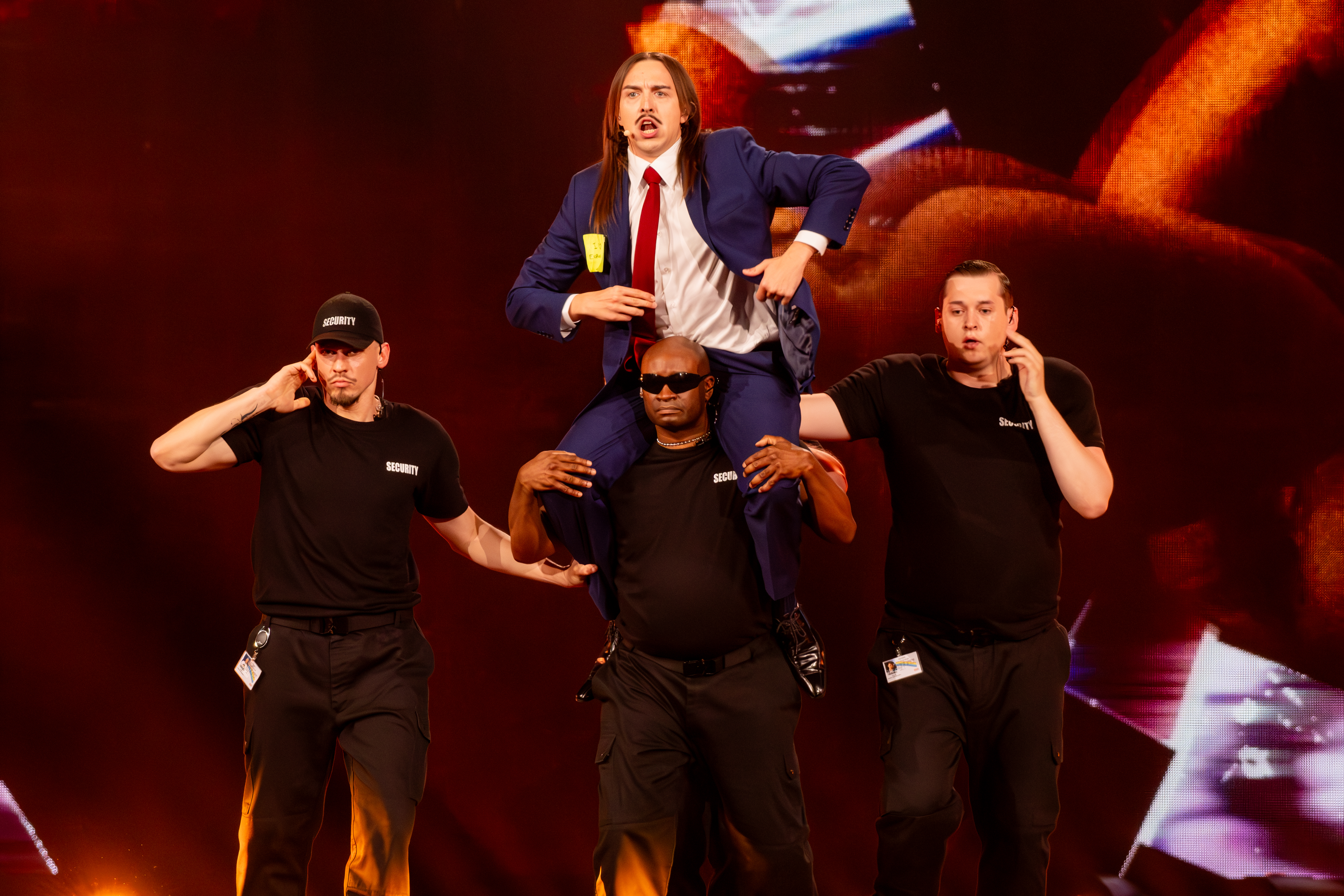
Томми Кэш на «Евровидении 2025» в Базель

## Как принимающая страна
| Год  | Город  | Место         | Ведущие                      |
| ---- | ------ | ------------- | ---------------------------- |
| 2002 | Таллин | Саку-суурхаль | Аннели Пеэбо и Марко Матвере |

### Комментарии
1. ↑  Преимущественно американский вариант итальянского языка